# Glannes
Glannes település Franciaországban, Marne megyében. Lakosainak száma 184 fő (2022. január 1.). Glannes Blacy, Frignicourt, Huiron és Sompuis községekkel határos.

## Népesség
A település népességének változása:
| Lakosok száma | 138  | 133  | 172  | 158  | 187  | 192  | 189  | 188  | 187  | 184  |
|               | 1968 | 1982 | 1990 | 2006 | 2013 | 2015 | 2017 | 2019 | 2020 | 2022 |